# Holló (keresztnév)
A Holló régi magyar személynév a holló állatnévből.

## Gyakorisága
Az 1990-es években a Holló szórványos név, a 2000-es években nem szerepel a 100 leggyakoribb férfinév között.

## Névnapok
- február 4.[2]